# Марсон, Алберту
Алберту Марсон (порт. Alberto Marson; 24 февраля 1925 в Каза-Бранка, Сан-Паулу, Бразилия — 25 апреля 2018) — бразильский баскетбольный игрок, участник мужской сборной Бразилии по баскетболу, в составе которой завоевал бронзовую медаль на летних Олимпийских играх в 1948 году в Лондоне (набрал 0 очков в 4 играх), бронзовую медаль на Панамериканских играх в 1951 году в Буэнос-Айресе (набрал 27 очков в 6 играх), серебряную медаль на Чемпионате Южной Америки по баскетболу в 1949 году в Парагвае (набрал 22 очка в 5 играх). Всего в официальных соревнованиях за сборную Бразилии Альберту Марсон набрал 49 очков в 15 играх.
Последний член сборной Бразилии по баскетболу, который участвовал в Олимпиаде в 1948 году. Проживал в городе Сан-Жозе-дус-Кампус. Женат более 60 лет. Жену зовут Dirce (порт.). У него трое детей (сын Иван, дочери Анжела и Кристина) и уже пятеро внуков. До пенсии работал тренером по баскетболу в местном Технологическом институте аэронавтики и в местном Tênis Clube (порт.). Сын Иван пошёл по стопам отца, играя за Tênis Clube в начале 1980-х годов, в составе команды выиграл чемпионаты Сан-Паулу и Бразилии.